# Hajime Sugiyama
Hajime Sugiyama (jap. 杉山元 / すぎやま げん Sugiyama Hajime lub Sugiyama Gen; ur. 1 stycznia 1880, zm. 12 września 1945) – japoński wojskowy, marszałek polny.

## Kariera wojskowa
Wstąpił w szeregi japońskich wojsk lądowych w 1911. W latach trzydziestych dowodził siłami walczącymi w Chinach. W 1936 awansował do stopnia generała porucznika. Rok później objął funkcję ministra wojny przy armii cesarskiej.
Był entuzjastycznym rzecznikiem japońskiej polityki imperializmu w Chinach i na Pacyfiku.
W 1940 został szefem Sztabu Wojsk Lądowych i nadzorował planowanie operacji armii japońskiej w początkowej fazie wojny na Pacyfiku. W 1943 Sugiyama otrzymał honorowy stopień marszałka polnego. W wyniku niepowodzeń armii w starciu z Amerykanami, 21 lutego 1944 został zwolniony ze stanowiska szefa Sztabu Generalnego przez generała Hideki Tōjō.
Sugiyama został powołany na stanowisko Generalnego Inspektora Wyszkolenia Wojskowego, które było jednym z najbardziej prestiżowych stanowisk w armii. Po obaleniu premiera Hideki Tōjō, 22 lipca 1944 Sugiyama ponownie został ministrem wojny. W lipcu 1945 objął dowodzenie wojskami lądowymi we wschodniej Japonii, przygotowując się do przewidywanej inwazji aliantów.
W dziesięć dni po ogłoszeniu kapitulacji cesarstwa popełnił samobójstwo. Tego samego dnia samobójstwo popełniła jego żona.